# Могила Баба (урочище)
Урочище Могила Баба — ландшафтный заказник местного значения в Павлоградском районе Днепропетровской области.

## История
Образован решением Днепропетровского областного совета № 521-18 от 29 января 2009 года.

## Характеристика
Заказник расположен возле сёл Межирич и Булаховка. Площадь 625,7 га.